# Stumbras

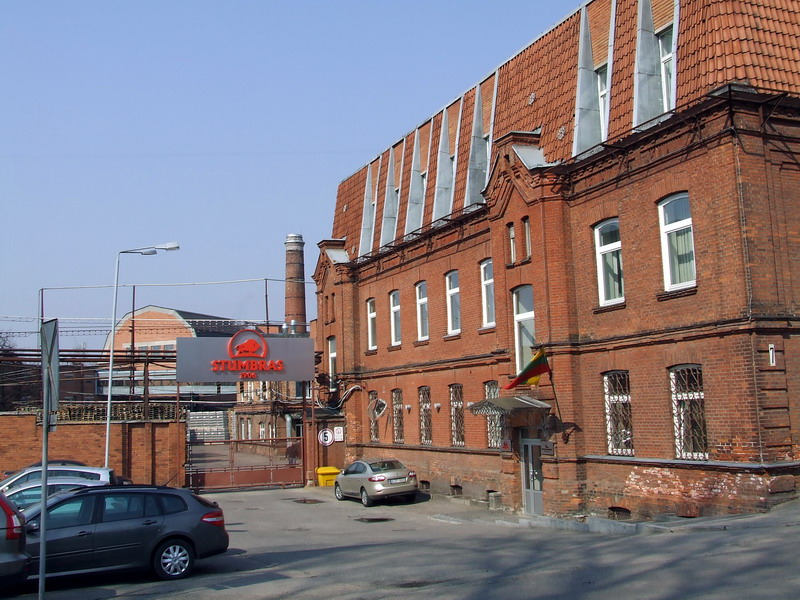
Zakład produkcyjny w Kownie

Stumbras AB (litew. Żubr) – największy i najstarszy producent mocnych alkoholi na Litwie z siedzibą w Kownie. Przedsiębiorstwo powstało w roku 1906. Udział wódek produkowanych przez Stumbras na rynku litewskim stanowi ponad jedną trzecią całego rynku, a udział nalewek to aż 70%. Większość akcji spółki należy obecnie do koncernu MG Baltic.

## Rys historyczny
Działkę pod budowę wytwórni zakupiono już w roku 1903, jednak jej otwarcie nastąpiło dopiero 3 lata później. Po zajęciu terytorium spółki przez Niemcy podczas I wojny światowej wytwórnia uległa zniszczeniu i produkcja odbywała się tylko częściowo. Po zakończeniu wojny i odzyskaniu przez Litwę niepodległości przystąpiono do odbudowy zakładu i przywrócono normalny cykl produkcyjny. Czasy komunizmu nie odbiły się negatywnie na spółce i do dziś pozostaje ona liderem w swej branży w regionie.

## Produkty

### Wódki

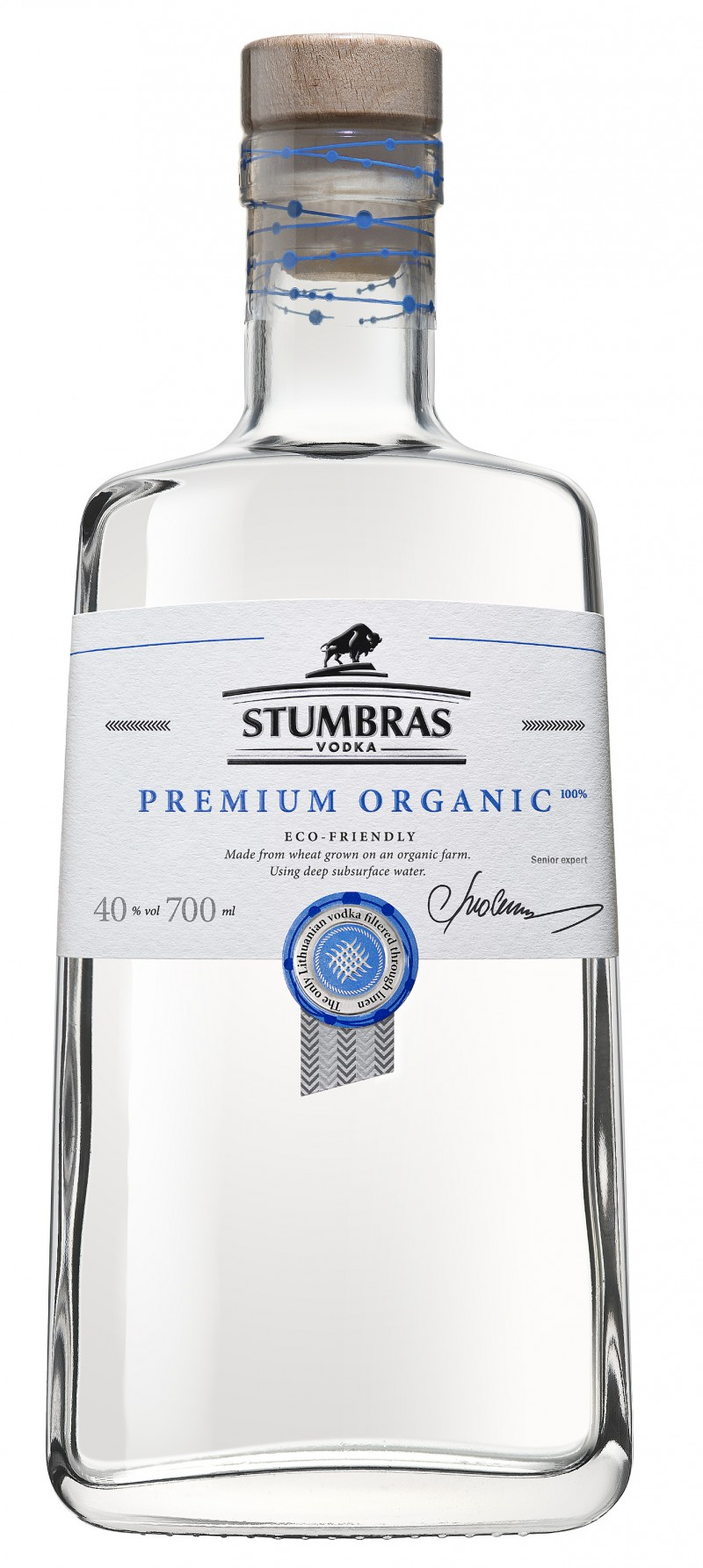
Wódka Stumbras

- Oryginalna Wódka Litewska[1] – wódka o standardowej zawartości alkoholu 40% obj. Rozlewana jest do butelek: 1, 0,7, 0,5, 0,35, 0,2 i 0,1 l. Produkowanych jest wiele odmian tej wódki: Oryginalna Wódka Litewska, Oryginalna Złota Wódka Litewska[6], Oryginalna Wódka Litewska z Czarnej Porzeczki[6], Oryginalna Wódka Litewska Wiśniowa, Oryginalna Wódka Litewska Żurawinowa, Oryginalna Wódka Litewska Malinowa, Oryginalna Wódka Litewska z Borówki Czernicy oraz Oryginalna Wódka LitewskaChili z Miodem. W zależności od rodzaju różnią się sposobem produkcji, smakiem, aromatem, etykietą, a niektóre również kolorem. Oryginalna Wódka Litewska oraz Oryginalna Złota Wódka Litewska były nagradzane na różnego rodzaju targach krajowych i międzynarodowych[11].
- Wódka Stumbras[1] – zawartość alkoholu: 40% obj. Jest produkowana w dwóch rodzajach: Stumbras Centenary vodka[6] (Stulecia) – 0,7, 0,5, 0,35 oraz Stumbras Rye–bread vodka (Chlebowa) – 0,7 i 0,5 l. W butelkach umieszczany jest kłos zboża[12].
- Wódka Sallut[1] – wódka o zawartości objętościowej alkoholu 38%. Występuje w postaci klasycznej (Stumbro Sallut Klasyczna), bądź jej smakowych odmianach: Stumbro Sallut Wódka Paprykowa, Stumbro Sallut Wódka Cytrynowa, Stumbro Sallut Wódka Żurawinowa, Stumbro Sallut Wódka z Czarnej Porzeczki. Wszystkie rozlewane są do butelek 0,5 i 0,2 l[13].
- Wódka Ozone[6][1] – wódka o zawartości alkoholu 40% obj., dostępna w butelkach 1 oraz 0,5 l[14]. Zdobyła kilka znaczących wyróżnień międzynarodowych, w tym również nagrodę za wybór projektu opakowania[15]. Istnieje także odmiana tej wódki o nazwie Ozone Vodka & Melon o smaku melona i zawartości alkoholu 38%. Dostępna jest w opakowaniach 0,5 l[3][5][16].

### Nalewki
Stumbras jest producentem wielu marek nalewek, będąc liderem w ich produkcji na Litwie. Marki produkowane przez spółkę to: Stumbro Starka, 999, Zielone dziewiątki, Czerwone dziewiątki, Dainava, Palanga (Połanga), Malūnininkų (Młynarzy) oraz Stumbras – ta ostatnia w odmianach Stumbras Borówka i Żurawina oraz Stumbras Malina i Jeżyna. Zawartość alkoholu w tych nalewkach waha się od 35 do 50% obj. Kilka spośród wymienionych nalewek doczekało się cennych wyróżnień.

### Brandy
Marki brandy wytwarzane przez Stumbras to: Gloria (Gloria 10, Gloria 7, Gloria 5, Gloria o smaku gruszki, Gloria o smaku śliwki), Stumbras i Victoria. Zawartość alkoholu w wymienionych markach waha się od 36 do 38%.

### Likiery
Stumbras produkuje również likiery: Likiery z kolekcji napojów – Benediktino (Benedyktyński), Krupnikas (Krupnik) oraz Bočių (Przodków) (40–43% obj. alk.); Poema – Poema ze śliwek królewskich, Poema z wiśni Żagare i Poema z czarnej porzeczki (20–30% obj. alk.) oraz Santa Lucia – Żurawinowy Santa Lucia, Malinowy Santa Lucia, Santa Lucia z czarnej porzeczki oraz Wiśniowy Santa Lucia (17% obj. alk.).

### Whisky
Stumbras wytwarza również szkockie whisky. Marką produkowaną przez zakład jest Black Jack.

### Koktajle
Stumbras produkuje także koktajle o zawartości alkoholu 10% obj. Są to Lodowe dziewiątki – o smaku zielonej cytryny, czarnej herbaty z cytryną oraz pomarańczy dostępne w puszkach o objętości 0,25 l, a także Ozone Premium Cocktail – o smaku owoców cytrusowych i mięty oraz wiśni i gruszek dostępny w półlitrowych butelkach.